# Mediafest Night Fever
Mediafest Night Fever (anteriormente llamado Sálvame Mediafest) fue un programa de televisión español que se emitió en Telecinco entre el 22 de junio de 2022 y el 13 de enero de 2023. El programa contó con Jorge Javier Vázquez, Adela González y Núria Marín como presentadores, siendo María Patiño quien lo presentaba en ausencia de alguno de ellos.

## Formato

### Sálvame Mediafest
El programa es un festival musical donde los colaboradores de Sálvame compiten entre ellos cantando canciones míticas del panorama español junto con los artistas que las interpretan. Además, existen galas especiales temáticas, como la que transforma a sus protagonistas en drag queens, o la gala final, en la que participan once trabajadores anónimos de Mediaset España apadrinados por colaboradores. Igualmente, en esta última gala, los ganadores de los dos primeros conciertos luchan por proclamarse vencedores de la edición regresando al escenario. Además, cabe destacar que, en la última noche, varios colaboradores acampan desde la medianoche en tiendas de campaña compartidas a modo de convivencia.

### Mediafest Night Fever
En su segunda temporada, el programa pasa a tener unos concursantes fijos que compiten por categorías por ser el artista más completo (canto, baile, humor y arte drag), siendo valorados por un jurado y por la audiencia. Aun así, no se eligió a un ganador absoluto. Además, la décima gala no contó con los concursantes habituales, sino con artistas que buscaban una segunda oportunidad en el mundo de la música.

## Sálvame Mediafest (2022)
22 de junio de 2022 – 13 de julio de 2022

### Equipo
| Nombre               |   |   |   |   |
| Nombre               | 1 | 2 | 3 | 4 |
| -------------------- | - | - | - | - |
| Adela González       |   |   |   |   |
| Jorge Javier Vázquez |   |   |   |   |
| Núria Marín          |   |   |   |   |
| Germán González      |   |   |   |   |
| Kiko Jiménez         |   |   |   |   |
| María Patiño         |   |   |   |   |
| Omar Suárez          |   |   |   |   |

### Jurado
| Nombre            |   |   |   |   |
| Nombre            | 1 | 2 | 3 | 4 |
| ----------------- | - | - | - | - |
| Antonio Castelo   |   |   |   |   |
| Vicky Larraz      |   |   |   |   |
| Samantha Hudson   |   |   |   |   |
| Bibiana Fernández |   |   |   |   |
| Xavi Martínez     |   |   |   |   |
| Maestro Joao      |   |   |   |   |
| La Prohibida      |   |   |   |   |
| Soraya Arnelas    |   |   |   |   |
| Alejandro Abad    |   |   |   |   |

### Participantes
|               | Nombre                      | Información                                |   |   |   |  |
| 1             | Nombre                      | Información                                | 2 | 3 | 4 |  |
| ------------- | --------------------------- | ------------------------------------------ | - | - | - |  |
| Participantes | Carmen Borrego              | Hija de María Teresa Campos                |   |   |   |  |
| Participantes | Rocío Carrasco              | Hija de Rocío Jurado y Pedro Carrasco      |   |   |   |  |
| Participantes | Alonso Caparrós             | Presentador de TV                          |   |   |   |  |
| Participantes | Terelu Campos               | Presentadora e hija de María Teresa Campos |   |   |   |  |
| Participantes | Kiko Hernández              | Finalista de Gran Hermano 3                |   |   |   |  |
| Participantes | Lydia Lozano                | Periodista                                 |   |   |   |  |
| Participantes | Gema López                  | Periodista                                 |   |   |   |  |
| Participantes | María Patiño                | Presentadora y periodista                  |   |   |   |  |
| Participantes | Rafa Mora                   | Tronista de MYHYV                          |   |   |   |  |
| Participantes | Carmen Alcayde              | Periodista, presentadora y actriz          |   |   |   |  |
| Participantes | Laura Fa                    | Periodista                                 |   |   |   |  |
| Participantes | Miguel Frigenti             | Colaborador de TV                          |   |   |   |  |
| Participantes | Antonio Montero             | Periodista y paparazzi                     |   |   |   |  |
| Participantes | Víctor Sandoval             | Presentador y colaborador de TV            |   |   |   |  |
| Participantes | Marta López                 | Concursante de Gran Hermano 2              |   |   |   |  |
| Participantes | José Antonio Canales Rivera | Torero                                     |   |   |   |  |
| Participantes | Manuel Zamorano             | Peluquero y estilista                      |   |   |   |  |
| Participantes | Pipi Estrada                | Periodista deportivo                       |   |   |   |  |
| Participantes | Carlos Lozano               | Exmodelo y presentador de TV               |   |   |   |  |

NOTAː Chelo García-Cortés iba a participar en el programa pero, tras su caída en la Sálvame Fashion Week, fue sustituida por Rocío Carrasco.

### Conciertos

#### Concierto 1 (22/06/2022)[6]
| Posición final | Orden de actuación | Colaborador invitado | Artista principal    | Canción                         | Puntos jurado | Puntos televoto | Puntuación total |
| -------------- | ------------------ | -------------------- | -------------------- | ------------------------------- | ------------- | --------------- | ---------------- |
| 4.ª            | 1                  | Gema López           | Las Ketchup          | «Aserejé»                       | 10            | 7               | 17               |
| 12.ª           | 2                  | Carmen Borrego       | David Civera         | «Que la detengan»               | 2             | 4               | 6                |
| 11.º           | 3                  | Miguel Frigenti      | Ladilla Rusa         | «Kitt y los coches del pasados» | 1             | 5               | 6                |
| 9.ª            | 4                  | Terelu Campos        | Azúcar Moreno        | «Solo se vive una vez»          | 5             | 3               | 8                |
| 8.ª            | 5                  | Laura Fa             | Amistades Peligrosas | «Estoy por ti»                  | 7             | 2               | 9                |
| 7.º            | 6                  | Alonso Caparrós      | Raúl                 | «Sueño en tu boca»              | 3             | 8               | 11               |
| 10.º           | 7                  | Rafa Mora            | Niña Polaca          | «Nora»                          | 6             | 1               | 7                |
| 6.ª            | 8                  | María Patiño         | Rebeca               | «Duro de pelar»                 | 8             | 6               | 14               |
| 3.º            | 9                  | Kiko Hernández       | La Guardia           | «Cuando brille el sol»          | 9             | 9               | 18               |
| 5.ª            | 10                 | Rocío Carrasco       | Henry Méndez         | «Mi Reina»                      | 4             | 11              | 15               |
| 2.ª            | 11                 | Lydia Lozano         | Efecto Pasillo       | «Pan y mantequilla»             | 11            | 10              | 21               |
| 1.ª            | 12                 | Carmen Alcayde       | Ptazeta              | «Mami»                          | 12            | 12              | 24               |

En caso de empate, prevalecerá la votación del público.
Otras actuaciones
| Artista                                | Canción          |
| -------------------------------------- | ---------------- |
| Varry Brava                            | «Hortera»        |
| Adela González y Vicky Larraz          | «No controles»   |
| Jorge Javier Vázquez y Samantha Hudson | «Hazme el Favor» |

#### Concierto 2 (29/06/2022)
| Posición final | Orden de actuación | Colaborador invitado | Artista principal | Canción                 | Puntos jurado | Puntos televoto | Puntuación total |
| -------------- | ------------------ | -------------------- | ----------------- | ----------------------- | ------------- | --------------- | ---------------- |
| 4.ª            | 1                  | Lydia Lozano         | Soraya Arnelas    | «Mi mundo sin ti»       | 5             | 7               | 12               |
| 2.ª            | 2                  | Rocío Carrasco       | Rasel Abad        | «Me pones tierno»       | 3             | 10              | 13               |
| 7.°            | 3                  | Alonso Caparrós      | Ku Minerva        | «Estoy llorando por ti» | 9             | 3               | 12               |
| 9.ª            | 4                  | María Patiño         | Los Rebeldes      | «Mediterráneo»          | 6             | 2               | 8                |
| 8.°            | 5                  | Víctor Sandoval      | Fórmula Abierta   | «Te quiero más»         | 2             | 6               | 8                |
| 10.°           | 6                  | Antonio Montero      | Bombai            | «Solo si es contigo»    | 1             | 1               | 2                |
| 6.ª            | 7                  | Terelu Campos        | Coyote Dax        | «No rompas más»         | 8             | 4               | 12               |
| 3.ª            | 8                  | Gema López           | TESS              | De carne y hueso        | 4             | 8               | 12               |
| 1.°            | 9                  | Kiko Hernández       | Karina            | «En un mundo nuevo»     | 10            | 9               | 19               |
| 5.ª            | 10                 | Carmen Borrego       | King África       | «La bomba»              | 7             | 5               | 12               |

En caso de empate, prevalecerá la votación del público.
Otras actuaciones
| Artista                                             | Canción               |
| --------------------------------------------------- | --------------------- |
| Equipo de Sálvame, Fórmula Abierta y Soraya Arnelas | «Mi música es tu voz» |
| Núria Marín y Sonia Madoc                           | «Yo quiero bailar»    |
| Adela González                                      | «We Will Rock You»    |

#### Concierto 3: Noche drag (06/07/2022)
| Posición final | Orden de actuación | Participante    | Nombre                | Madrina          | Canción                                               | Puntos jurado | Puntos televoto | Puntuación total |
| -------------- | ------------------ | --------------- | --------------------- | ---------------- | ----------------------------------------------------- | ------------- | --------------- | ---------------- |
| 6.°            | 1                  | Víctor Sandoval | Dramática Sandoval    | Drag Ácrux       | «Todos me miran» y «Ritmo de la noche»                | 5             | 9               | 14               |
| 7.ª            | 2                  | Marta López     | Lagarta López         | Nefertiti Goddes | «Like a Prayer»                                       | 10            | 4               | 14               |
| 5.°            | 3                  | Alonso Caparrós | Caparrós A Banda      | Drag Umbra       | «Vogue» y «Bad Romance»                               | 8             | 7               | 15               |
| 12.ª           | 4                  | Carmen Borrego  | Carmen Morreo         | Drag Equinox     | «Loca» y «La revolución sexual»                       | 4             | 1               | 5                |
| 9.°            | 5                  | Canales Rivera  | Pepi Antonina Canales | Drag Liak        | «Barbie Girl» y «Boys»                                | 3             | 10              | 13               |
| 2.ª            | 6                  | Carmen Alcayde  | Mamen Alaire          | Drag Shirah      | «No More Tears» y «Gimme! Gimme! Gimme!»              | 12            | 11              | 23               |
| 4.°            | 7                  | Miguel Frigenti | Miguelín Fraganti     | Drag Chuchi      | «Wannabe» y «I Am What I Am»                          | 7             | 8               | 15               |
| 10.°           | 8                  | Antonio Montero | Demonia Mortero       | Drag Lemnos      | «Se me enamora el alma» e «It's Raining Men»          | 6             | 6               | 12               |
| 1.°            | 9                  | Manuel Zamorano | Samanta Zamorano      | Drag Shiky       | «Maquillaje» y «Primaveras en el pelo»                | 13            | 12              | 25               |
| 8.ª            | 10                 | Terelu Campos   | Terele Mambos         | Aurah Sin        | «En el amor todo es empezar» y «¿A quién le importa?» | 11            | 3               | 14               |
| 13.ª           | 11                 | Laura Fa        | Locura Fa             | Chile Güero      | «Don Diablo» y «Macho Man»                            | 2             | 2               | 4                |
| 11.°           | 12                 | Rafa Mora       | Rifirrafa Mora        | Drag Perseida    | «I Want to Break Free» y «Believe»                    | 1             | 5               | 6                |
| 3.ª            | 13                 | Rocío Carrasco  | Rocío Tarrastro       | Priscilla Osiris | «Sobreviviré» y «I Will Survive»                      | 9             | 13              | 22               |

En caso de empate, prevalecerá la votación del público.
Otras actuaciones
| Artista    | Canción |
| ---------- | ------- |
| Melody     | «Diva»  |
| Drag Armek | TBA     |

#### Concierto 4: El concierto final (13/07/2022)
| Posición final | Orden de actuación | Trabajador invitado               | Cargo                                  | Colaborador                       | Canción                          | Puntos jurado | Puntos televoto | Puntuación total |
| -------------- | ------------------ | --------------------------------- | -------------------------------------- | --------------------------------- | -------------------------------- | ------------- | --------------- | ---------------- |
| 3.°            | 1                  | Xurxo Trillo "XUR"                | Becario en Sálvame                     | Lydia Lozano                      | «Sex Bomb»                       | 6             | 8               | 14               |
| 4.ª            | 2                  | Silvia Morell                     | Enfermera                              | Carmen Borrego                    | «Mafiosa»                        | 9             | 5               | 14               |
| 7.°            | 3                  | Esteban Muñoz                     | Editor en Ya es mediodía               | Miguel Frigenti                   | «Born to Be Wild»                | 7             | 6               | 13               |
| 5.°            | 4                  | Rafa Colastra (de Manny Calavera) | Editor en Todo es mentira              | Marta López                       | «Me gustas mucho»                | 11            | 3               | 14               |
| 10.°           | 5                  | Álvaro Zúñiga                     | Auxiliar de plató                      | Rafa Mora                         | «Si tú no estás aquí»            | 2             | 4               | 6                |
| 6.°            | 6                  | Mateo Navarro (de Saúl Mateo)     | Redactor de En el nombre de Rocío      | Rocío Carrasco                    | «El fin del mundo»               | 3             | 10              | 13               |
| 11.ª           | 7                  | Mercedes Milans del Bosch "Puchu" | Realizadora                            | Carlos Lozano                     | «(They Long to Be) Close to You» | 1             | 1               | 2                |
| 2.ª            | 8                  | Rocío Sánchez                     | Personal de limpieza                   | Pipi Estrada                      | «Así fue»                        | 10            | 9               | 19               |
| 9.ª            | 9                  | Ana Santamaría                    | Recursos humanos                       | Alonso Caparrós                   | «La Bikina»                      | 5             | 2               | 7                |
| 8.°            | 10                 | Gonzalo Azanza                    | Auxiliar de producción en Mediterráneo | Laura Fa                          | «Un beso y una flor»             | 4             | 7               | 11               |
| 1.os           | 11                 | Germán González y María Verdoy    | Redactores de Sálvame y Viva la vida   | Antonio Montero y Víctor Sandoval | «Miénteme»                       | 8             | 11              | 19               |

Duelo final
| Posición final | Orden de actuación | Colaborador    | Artista     | Canción                                            | Puntuación |
| -------------- | ------------------ | -------------- | ----------- | -------------------------------------------------- | ---------- |
| 2.°            | 1                  | Kiko Hernández | Los Diablos | «Un rayo de sol», «Oh, oh, July» y «Fin de semana» | 33%        |
| 1.ª            | 2                  | Carmen Alcayde | Barei       | «Say Yay!»                                         | 67%        |

Otras actuaciones
| Artista                        | Canción          |
| ------------------------------ | ---------------- |
| Soraya Arnelas                 | «This Is Me»     |
| Marengo Club con David Cantero | «Black Is Black» |
| Pitch & Cols con Ion Aramendi  | «Sweet Caroline» |

### Audiencias
| Concierto | Fecha               | Ganador/a del concierto                      | Audiencia         |
| --------- | ------------------- | -------------------------------------------- | ----------------- |
| 1         | 22 de junio de 2022 | Carmen Alcayde                               | 1 447 000 (14,7%) |
| 2         | 29 de junio de 2022 | Kiko Hernández                               | 1 171 000 (12,2%) |
| 3         | 6 de julio de 2022  | Manuel Zamorano                              | 1 375 000 (14,7%) |
| 4         | 13 de julio de 2022 | Germán González y María VerdoyCarmen Alcayde | 988 000 (12,8%)   |

## Mediafest Night Fever (2022-2023)
11 de noviembre de 2022 – 13 de enero de 2023

### Equipo
| Nombre               | Logo de Telecinco | Logo de Telecinco | Logo de Telecinco | Logo de Telecinco | Logo de Telecinco | Logo de Telecinco | Logo de Telecinco | Logo de Telecinco | Logo de Telecinco | Logo de Telecinco |
| Nombre               | 1                 | 2                 | 3                 | 4                 | 5                 | 6                 | 7                 | 8                 | 9                 | 10                |
| -------------------- | ----------------- | ----------------- | ----------------- | ----------------- | ----------------- | ----------------- | ----------------- | ----------------- | ----------------- | ----------------- |
| Jorge Javier Vázquez |                   |                   |                   |                   |                   |                   |                   |                   |                   |                   |
| Adela González       |                   |                   |                   |                   |                   |                   |                   |                   |                   |                   |
| Núria Marín          |                   |                   |                   |                   |                   |                   |                   |                   |                   |                   |
| María Patiño         |                   |                   |                   |                   |                   |                   |                   |                   |                   |                   |
| Soraya Arnelas       |                   |                   |                   |                   |                   |                   |                   |                   |                   |                   |
| Omar Suárez          |                   |                   |                   |                   |                   |                   |                   |                   |                   |                   |
| Carlota Corredera    |                   |                   |                   |                   |                   |                   |                   |                   |                   |                   |

### Jurado
| Nombre             | Logo de Telecinco | Logo de Telecinco | Logo de Telecinco | Logo de Telecinco | Logo de Telecinco | Logo de Telecinco | Logo de Telecinco | Logo de Telecinco | Logo de Telecinco | Logo de Telecinco |
| Nombre             | 1                 | 2                 | 3                 | 4                 | 5                 | 6                 | 7                 | 8                 | 9                 | 10                |
| ------------------ | ----------------- | ----------------- | ----------------- | ----------------- | ----------------- | ----------------- | ----------------- | ----------------- | ----------------- | ----------------- |
| Antonio Castelo    |                   |                   |                   |                   |                   |                   |                   |                   |                   |                   |
| Falete             |                   |                   |                   |                   |                   |                   |                   |                   |                   |                   |
| Soraya Arnelas     |                   |                   |                   |                   |                   |                   |                   |                   |                   |                   |
| Shaila Dúrcal      |                   |                   |                   |                   |                   |                   |                   |                   |                   |                   |
| Cristina Rodríguez |                   |                   |                   |                   |                   |                   |                   |                   |                   |                   |
| Melody             |                   |                   |                   |                   |                   |                   |                   |                   |                   |                   |
| Maestro Joao       |                   |                   |                   |                   |                   |                   |                   |                   |                   |                   |
| Manuel Zamorano    |                   |                   |                   |                   |                   |                   |                   |                   |                   |                   |
| Bibiana Fernández  |                   |                   |                   |                   |                   |                   |                   |                   |                   |                   |
| Lorena Gómez       |                   |                   |                   |                   |                   |                   |                   |                   |                   |                   |
| Rosa López         |                   |                   |                   |                   |                   |                   |                   |                   |                   |                   |
| Paloma González    |                   |                   |                   |                   |                   |                   |                   |                   |                   |                   |
| Manu Tenorio       |                   |                   |                   |                   |                   |                   |                   |                   |                   |                   |
| Gloria Trevi       |                   |                   |                   |                   |                   |                   |                   |                   |                   |                   |

### Instructores
| Nombre         | Logo de Telecinco | Logo de Telecinco | Logo de Telecinco | Logo de Telecinco | Logo de Telecinco | Logo de Telecinco | Logo de Telecinco | Logo de Telecinco | Logo de Telecinco | Logo de Telecinco |
| Nombre         | 1                 | 2                 | 3                 | 4                 | 5                 | 6                 | 7                 | 8                 | 9                 | 10                |
| -------------- | ----------------- | ----------------- | ----------------- | ----------------- | ----------------- | ----------------- | ----------------- | ----------------- | ----------------- | ----------------- |
| Alejandro Abad |                   |                   |                   |                   |                   |                   |                   |                   |                   |                   |
| Lola González  |                   |                   |                   |                   |                   |                   |                   |                   |                   |                   |
| La Prohibida   |                   |                   |                   |                   |                   |                   |                   |                   |                   |                   |
| Paula Púa      |                   |                   |                   |                   |                   |                   |                   |                   |                   |                   |

### Participantes
| Nombre               | Información                                  | Logo de Telecinco | Logo de Telecinco | Logo de Telecinco | Logo de Telecinco | Logo de Telecinco | Logo de Telecinco | Logo de Telecinco | Logo de Telecinco | Logo de Telecinco | Logo de Telecinco | Resultado      |
| Nombre               | Información                                  | 1                 | 2                 | 3                 | 4                 | 5                 | 6                 | 7                 | 8                 | 9                 | 10                | Resultado      |
| -------------------- | -------------------------------------------- | ----------------- | ----------------- | ----------------- | ----------------- | ----------------- | ----------------- | ----------------- | ----------------- | ----------------- | ----------------- | -------------- |
| Ainhoa Cantalapiedra | Cantante, ganadora de Operación Triunfo 2002 |                   |                   |                   |                   |                   |                   |                   |                   |                   |                   | Cancelado      |
| Ana María Aldón      | Exmujer de José Ortega Cano                  |                   |                   |                   |                   |                   |                   |                   |                   |                   |                   | Cancelado      |
| Ángel Capel          | Cantante                                     |                   |                   |                   |                   |                   |                   |                   |                   |                   |                   | Cancelado      |
| Blanca Villa         | Cantante                                     |                   |                   |                   |                   |                   |                   |                   |                   |                   |                   | Cancelado      |
| Brequette Cassie     | Cantante                                     |                   |                   |                   |                   |                   |                   |                   |                   |                   |                   | Cancelado      |
| Carolina Ferre       | Presentadora de TV                           |                   |                   |                   |                   |                   |                   |                   |                   |                   |                   | Cancelado      |
| Cristina Porta       | Periodista deportiva                         |                   |                   |                   |                   |                   |                   |                   |                   |                   |                   | Cancelado      |
| David Lafuente       | Cantante                                     |                   |                   |                   |                   |                   |                   |                   |                   |                   |                   | Cancelado      |
| Germán González      | Periodista, guionista y presentador de TV    |                   |                   |                   |                   |                   |                   |                   |                   |                   |                   | Cancelado      |
| Jaime Nava           | Excapitán de la selección española de rugby  |                   |                   |                   |                   |                   |                   |                   |                   |                   |                   | Cancelado      |
| Lorca                | Cantautor                                    |                   |                   |                   |                   |                   |                   |                   |                   |                   |                   | Cancelado      |
| Lydia Rodríguez      | Cantante                                     |                   |                   |                   |                   |                   |                   |                   |                   |                   |                   | Cancelado      |
| Nika                 | Cantante                                     |                   |                   |                   |                   |                   |                   |                   |                   |                   |                   | Cancelado      |
| Rocío Carrasco       | Hija de Rocío Jurado y Pedro Carrasco        |                   |                   |                   |                   |                   |                   |                   |                   |                   |                   | Cancelado      |
| Víctor Sandoval      | Presentador y colaborador de TV              |                   |                   |                   |                   |                   |                   |                   |                   |                   |                   | Cancelado      |
| Sandrina             | Cantante                                     |                   |                   |                   |                   |                   |                   |                   |                   |                   |                   | 5.ª expulsada  |
| Irma Soriano         | Periodista y presentadora de TV              |                   |                   |                   |                   |                   |                   |                   |                   |                   |                   | 4.ª expulsada  |
| Iván González        | Tronista de MYHYV                            |                   |                   |                   |                   |                   |                   |                   |                   |                   |                   | 3.er expulsado |
| Lydia Lozano         | Periodista y colaboradora de TV              |                   |                   |                   |                   |                   |                   |                   |                   |                   |                   | 2.ª expulsada  |
| Alba Carrillo        | Modelo                                       |                   |                   |                   |                   |                   |                   |                   |                   |                   |                   | Abandono       |
| Kiko Jiménez         | Tronista de MYHYV                            |                   |                   |                   |                   |                   |                   |                   |                   |                   |                   | 1.er expulsado |
| Makoke               | Exmodelo y colaboradora de TV                |                   |                   |                   |                   |                   |                   |                   |                   |                   |                   | Descartada     |
| Raquel Bollo         | Colaboradora de TV                           |                   |                   |                   |                   |                   |                   |                   |                   |                   |                   | Descartada     |
| Rasel Abad           | Cantante                                     |                   |                   |                   |                   |                   |                   |                   |                   |                   |                   | Abandono       |
| Anabel Pantoja       | Sobrina de Isabel Pantoja                    |                   |                   |                   |                   |                   |                   |                   |                   |                   |                   | Abandono       |

#### Gala 1 (11/11/2022)
| Posición final | Concursante     | Disciplina | Acompañante     | Puntos jurado | Puntos público | Puntuación total |
| -------------- | --------------- | ---------- | --------------- | ------------- | -------------- | ---------------- |
| 1.º            | Ana María Aldón | Canto      | Melody          | 6             | 10             | 16               |
| 2.º            | Jaime Nava      | Canto      | Nerea Rodríguez | 10            | 5              | 15               |
| 3.º            | Anabel Pantoja  | Drag       |                 | 3             | 8              | 11               |
| 4.º            | Carolina Ferre  | Humor      |                 | 8             | 2              | 10               |
| 5.º            | Germán González | Drag       |                 | 4             | 6              | 10               |
| 6.º            | Rasel Abad      | Baile      |                 | 5             | 4              | 9                |
| 7.º            | Lydia Lozano    | Humor      |                 | 1             | 3              | 4                |
| 8.º            | Irma Soriano    | Baile      |                 | 2             | 1              | 3                |

#### Gala 2 (18/11/2022)
| Posición final | Concursante     | Disciplina | Acompañante  | Puntos jurado | Puntos público | Puntuación total |
| -------------- | --------------- | ---------- | ------------ | ------------- | -------------- | ---------------- |
| 1.º            | Germán González | Baile      |              | 10            | 10             | 20               |
| 2.º            | Anabel Pantoja  | Canto      | Jaime Terrón | 8             | 8              | 16               |
| 3.º            | Jaime Nava      | Baile      |              | 6             | 4              | 10               |
| 4.º            | Ana María Aldón | Humor      |              | 4             | 5              | 9                |
| 5.º            | Lydia Lozano    | Drag       |              | 3             | 6              | 9                |
| 6.º            | Carolina Ferre  | Canto      | Natalia      | 5             | 3              | 8                |
| 7.º            | Irma Soriano    | Drag       |              | 2             | 2              | 4                |
| 8.º            | Rasel Abad      | Humor      |              | 1             | 1              | 2                |

#### Gala 3 (25/11/2022)
| Posición final | Concursante     | Disciplina | Acompañante              | Puntos jurado | Puntos público | Puntuación total |
| -------------- | --------------- | ---------- | ------------------------ | ------------- | -------------- | ---------------- |
| 1.º            | Jaime Nava      | Canto      | Natalia                  | 10            | 6              | 16               |
| 2.º            | Carolina Ferre  | Canto      | Helena Bianco            | 6             | 10             | 16               |
| 3.º            | Germán González | Canto      | Azúcar Moreno            | 5             | 8              | 13               |
| 4.º            | Rasel Abad      | Canto      | Shakira Martínez         | 8             | 4              | 12               |
| 5.º            | Lydia Lozano    | Canto      | Las Supremas de Móstoles | 4             | 5              | 9                |
| 6.º            | Ana María Aldón | Canto      | Ainhoa Cantalapiedra     | 2             | 3              | 5                |
| 7.º            | Víctor Sandoval | Canto      | K-Narias                 | 3             | 2              | 5                |
| 8.º            | Raquel Bollo    | Canto      | Davinia Cuevas           | -             | -              | -                |

#### Gala 4 (02/12/2022)
| Posición final | Concursante     | Disciplina       | Acompañante    | Puntos jurado | Puntos público | Puntuación total |
| -------------- | --------------- | ---------------- | -------------- | ------------- | -------------- | ---------------- |
| 1.º            | Rocío Carrasco  | Original y copia | Shaila Dúrcal  | 8             | 12             | 20               |
| 2.º            | Irma Soriano    | Original y copia | Gema Castaño   | 12            | 8              | 20               |
| 3.º            | Germán González | Original y copia | Ronela Hajati  | 4             | 10             | 14               |
| 4.º            | Jaime Nava      | Original y copia | Melody         | 10            | 2              | 12               |
| 5.º            | Carolina Ferre  | Original y copia | Bombai         | 6             | 3              | 9                |
| 6.º            | Kiko Jiménez    | Original y copia | Jorge González | 3             | 6              | 9                |
| 7.º            | Lydia Lozano    | Original y copia | Karina         | 2             | 4              | 6                |
| 8.º            | Ana María Aldón | Original y copia | Selena Leo     | 1             | 5              | 6                |
| 9.º            | Makoke          | Original y copia | Marta Sango    | 5             | 1              | 6                |

#### Gala 5 (09/12/2022)
| Posición final | Concursante     | Disciplina       | Acompañante       | Puntos jurado | Puntos público | Puntuación total |
| -------------- | --------------- | ---------------- | ----------------- | ------------- | -------------- | ---------------- |
| 1.º            | Irma Soriano    | Original y copia | Gerónimo Rauch    | 8             | 7              | 15               |
| 2.º            | Jaime Nava      | Original y copia | Carlos Right      | 10            | 4              | 14               |
| 3.º            | Rocío Carrasco  | Original y copia | Micky             | 3             | 10             | 13               |
| 4.º            | Alba Carrillo   | Original y copia | Davinia Cuevas    | 5             | 8              | 13               |
| 5.º            | Germán González | Original y copia | La Fiesta         | 6             | 5              | 11               |
| 6.º            | Carolina Ferre  | Original y copia | Zzoilo            | 7             | 1              | 8                |
| 7.º            | Kiko Jiménez    | Original y copia | Lorna             | 1             | 6              | 7                |
| 8.º            | Ana María Aldón | Original y copia | Gisela            | 4             | 3              | 7                |
| 9.º            | Lydia Lozano    | Original y copia | Carlos de la Nuez | 2             | 2              | 4                |

#### Gala 6 (16/12/2022)
| Posición final | Concursante     | Disciplina       | Acompañante    | Puntos jurado | Puntos público | Puntuación total |
| -------------- | --------------- | ---------------- | -------------- | ------------- | -------------- | ---------------- |
| 1.º            | Carolina Ferre  | Original y copia | Ricky Merino   | 8             | 7              | 15               |
| 2.º            | Germán González | Original y copia | Marilia Andrés | 7             | 5              | 12               |
| 3.º            | Ana María Aldón | Canto            | Hugo Salazar   | 6             | 6              | 12               |
| 4.º            | Rocío Carrasco  | Original y copia | Celia Flores   | 4             | 8              | 12               |
| 5.º            | Jaime Nava      | Original y copia | Cristina Ramos | 5             | 2              | 7                |
| 6.º            | Iván González   | Original y copia | WRS            | 2             | 4              | 6                |
| 7.º            | Irma Soriano    | Original y copia | Rafa Sánchez   | 3             | 1              | 4                |
| 8.º            | Lydia Lozano    | Original y copia | Carlos Baute   | 1             | 3              | 4                |

#### Gala 7 (23/12/2022)
| Posición final | Concursante     | Disciplina | Acompañante      | Puntos jurado | Puntos concursantes | Puntuación total |
| -------------- | --------------- | ---------- | ---------------- | ------------- | ------------------- | ---------------- |
| 1.º            | Rocío Carrasco  | Canto      | Anabel Dueñas    | 7             | 15                  | 25               |
| 2.º            | Carolina Ferre  | Canto      | Guillermo Martín | 6             | 7                   | 13               |
| 3.º            | Ana María Aldón | Canto      | Manu Tenorio     | 4             | 8                   | 12               |
| 4.º            | Jaime Nava      | Canto      | Famous Oberogo   | 8             | 3                   | 11               |
| 5.º            | Irma Soriano    | Canto      | Maita Vende Ca   | 3             | 3                   | 6                |
| 6.º            | Germán González | Canto      | Nika             | 2             | 2                   | 4                |
| 7.º            | Iván González   | Canto      | Bombai           | 1             | 1                   | 2                |

#### Gala 8 (30/12/2022)
| Posición final | Concursante     | Disciplina       | Acompañante                    | Puntos jurado | Puntos concursantes | Puntuación total |
| -------------- | --------------- | ---------------- | ------------------------------ | ------------- | ------------------- | ---------------- |
| 1.º            | Cristina Porta  | Original y copia | Lennis Rodríguez               | 7             | 9                   | 16               |
| 2.º            | Rocío Carrasco  | Original y copia | Nika                           | 4             | 11                  | 15               |
| 3.º            | Germán González | Original y copia | Mercedes Ferrer                | 5             | 10                  | 15               |
| 4.º            | Carolina Ferre  | Original y copia | Tamara                         | 8             | 3                   | 11               |
| 5.º            | Jaime Nava      | Original y copia | Rafa Blas                      | 6             | 3                   | 9                |
| 6.º            | Ana María Aldón | Original y copia | Verónica Romero y Geno Machado | 1             | 7                   | 8                |
| 7.º            | Iván González   | Original y copia | Adexe y Nau                    | 2             | 5                   | 7                |
| 8.º            | Irma Soriano    | Original y copia | Vicky Larraz                   | 3             | 0                   | 3                |

#### Gala 9 (06/01/2023)
| Posición final | Concursante     | Disciplina       | Acompañante   | Puntos Paloma | Puntos Rosa | Puntos Castelo | Puntuación total |
| -------------- | --------------- | ---------------- | ------------- | ------------- | ----------- | -------------- | ---------------- |
| 1.º            | Germán González | Original y copia | D'Nash        | 3             | 8           | 7              | 18               |
| 2.º            | Rocío Carrasco  | Original y copia | Diego Martín  | 8             | 5           | 5              | 18               |
| 3.º            | Víctor Sandoval | Original y copia | Helena Bianco | 7             | 2           | 8              | 17               |
| 4.º            | Cristina Porta  | Original y copia | Samira Efendi | 2             | 7           | 6              | 15               |
| 5.º            | Carolina Ferre  | Original y copia | Sonia Madoc   | 4             | 6           | 3              | 13               |
| 6.º            | Irma Soriano    | Original y copia | Adrián Martín | 5             | 4           | 4              | 13               |
| 7.º            | Jaime Nava      | Original y copia | Vicente Seguí | 6             | 3           | 2              | 11               |
| 8.º            | Ana María Aldón | Original y copia | Naím Thomas   | 1             | 1           | 1              | 3                |

#### Gala 10 (13/01/2023)
| Posición final | Concursante          | Canción | Puntos Manu | Puntos Gloria | Puntos Soraya | Puntuación total |
| -------------- | -------------------- | ------- | ----------- | ------------- | ------------- | ---------------- |
| 1.º            | Brequette Cassie     |         | 9           | 8             | 9             | 26               |
| 2.º            | Blanca Villa         |         | 7           | 7             | 8             | 22               |
| 3.º            | Lorca                |         | 6           | 9             | 7             | 22               |
| 4.º            | Lydia Rodríguez      |         | 5           | 6             | 6             | 17               |
| 5.º            | Nika                 |         | 8           | 3             | 5             | 16               |
| 6.º            | Ainhoa Cantalapiedra |         | 4           | 5             | 2             | 11               |
| 7.º            | David Lafuente       |         | 2           | 4             | 3             | 9                |
| 8.º            | Sandrina             |         | 1           | 1             | 4             | 6                |
| 9.º            | Ángel Capel          |         | 3           | 2             | 1             | 6                |

### Disciplinas semanales
|           | Gala 1                      | Gala 2                   | Gala 3                               | Gala 4                                | Gala 5                                   | Gala 6                                | Gala 7                       | Gala 8                                                | Gala 9                               |
| --------- | --------------------------- | ------------------------ | ------------------------------------ | ------------------------------------- | ---------------------------------------- | ------------------------------------- | ---------------------------- | ----------------------------------------------------- | ------------------------------------ |
| Ana María | Canto (Con Melody)          | Humor                    | Canto (Con Ainhoa Cantalapiedra)     | Original y copia (Con Selena Leo)     | Original y copia (Con Gisela)            | Canto (Con Hugo Salazar)              | Canto (Con Manu Tenorio)     | Original y copia (Con Verónica Romero y Geno Machado) | Original y copia (Con Naím Thomas)   |
| Carolina  | Humor                       | Canto (Con Natalia)      | Canto (Con Helena Bianco)            | Original y copia (Con Bombai)         | Original y copia (Con Zzoilo)            | Original y copia (Con Ricky Merino)   | Canto (Con Guillermo Martín) | Original y copia (Con Tamara)                         | Original y copia (Con Sonia Madoc)   |
| Germán    | Drag                        | Baile                    | Canto (Con Azúcar Moreno)            | Original y copia (Con Ronela Hajati)  | Original y copia (Con La Fiesta)         | Original y copia (Con Marilia Andrés) | Canto (Con Nika)             | Original y copia (Con Mercedes Ferrer)                | Original y copia (Con D'Nash)        |
| Irma      | Baile                       | Drag                     | Canto (Con K-Narias)                 | Original y copia (Con Gema Castaño)   | Original y copia (Con Gerónimo Rauch)    | Original y copia (Con Rafa Sánchez)   | Canto (Con Maita Vende Ca)   | Original y copia (Con Vicky Larraz)                   | Original y copia (Con Adrián Martín) |
| Jaime     | Canto (Con Nerea Rodríguez) | Baile                    | Canto (Con Natalia)                  | Original y copia (Con Melody )        | Original y copia (Con Carlos Right)      | Original y copia (Con Cristina Ramos) | Canto (Con Famous Oberogo)   | Original y copia (Con Rafa Blas)                      | Original y copia (Con Vicente Seguí) |
| Rocío     |                             |                          |                                      | Original y copia (Con Shaila Dúrcal)  | Original y copia (Con Micky)             | Original y copia (Con Celia Flores)   | Canto (Con Anabel Dueñas)    | Original y copia (Con Nika)                           | Original y copia (Con Diego Martín)  |
| Alba      |                             |                          |                                      |                                       | Original y copia (Con Davinia)           |                                       |                              |                                                       |                                      |
| Iván      |                             |                          |                                      |                                       |                                          | Original y copia (Con WRS)            | Canto (Con Bombai)           | Original y copia (Con Adexe y Nau)                    |                                      |
| Cristina  |                             |                          |                                      |                                       |                                          |                                       |                              | Original y copia (Con Lennis Rodríguez)               | Original y copia (Con Samira Efendi) |
| Víctor    |                             |                          |                                      |                                       |                                          |                                       |                              |                                                       | Original y copia (Con Helena Bianco) |
| Lydia     | Humor                       | Drag                     | Canto (Con Las Supremas de Móstoles) | Original y copia (Con Karina)         | Original y copia (Con Carlos de la Nuez) | Original y copia (Con Carlos Baute)   |                              |                                                       |                                      |
| Kiko      |                             |                          |                                      | Original y copia (Con Jorge González) | Original y copia (Con Lorna)             |                                       |                              |                                                       |                                      |
| Rasel     | Baile                       | Humor                    | Canto (Con Shakira Martínez)         |                                       |                                          |                                       |                              |                                                       |                                      |
| Anabel    | Drag                        | Canto (Con Jaime Terrón) |                                      |                                       |                                          |                                       |                              |                                                       |                                      |

### Estadísticas semanales
|           | Gala 1    | Gala 2   | Gala 3    | Gala 4    | Gala 5    | Gala 6    | Gala 7   | Gala 8    | Gala 9    | Total     |
| --------- | --------- | -------- | --------- | --------- | --------- | --------- | -------- | --------- | --------- | --------- |
| Germán    | Cuarto    | Ganador  | Tercero   | Tercero   | Quinto    | Segundo   | Sexto    | Segundo   | Ganador   | Primero   |
| Jaime     | Segundo   | Tercero  | Ganador   | Cuarto    | Segundo   | Quinto    | Cuarto   | Quinto    | Séptimo   | Segundo   |
| Rocío     |           |          |           | Ganadora  | Tercera   | Segunda   | Ganadora | Segunda   | Segunda   | Tercera   |
| Carolina  | Cuarta    | Sexta    | Segunda   | Quinta    | Sexta     | Ganadora  | Segunda  | Cuarta    | Quinta    | Cuarta    |
| Ana María | Ganadora  | Cuarta   | Perdedora | Perdedora | Séptima   | Segunda   | Tercera  | Sexta     | Perdedora | Quinta    |
| Cristina  |           |          |           |           |           |           |          | Ganadora  | Cuarta    | Sexta     |
| Víctor    |           |          |           |           |           |           |          |           | Tercero   | Séptimo   |
| Irma      | Perdedora | Séptima  | Perdedora | Segunda   | Ganadora  | Perdedora | Quinta   | Perdedora | Quinta    | Expulsada |
| Lydia     | Séptima   | Cuarta   | Quinta    | Perdedora | Perdedora | Perdedora |          |           |           | Expulsada |
| Rasel     | Sexto     | Perdedor | Cuarto    |           |           |           |          |           |           | Abandono  |
| Anabel    | Tercera   | Segunda  |           |           |           |           |          |           |           | Abandono  |
| Kiko      |           |          |           | Quinto    | Séptimo   |           |          |           |           | Expulsado |
| Alba      |           |          |           |           | Tercera   |           |          |           |           | Abandono  |
| Iván      |           |          |           |           |           | Sexto     | Perdedor | Perdedor  |           | Expulsado |

### Puntuaciones semanales
|           | Gala 1 | Gala 2 | Gala 3 | Gala 4 | Gala 5 | Gala 6 | Gala 7 | Gala 8 | Gala 9 | Total |
| --------- | ------ | ------ | ------ | ------ | ------ | ------ | ------ | ------ | ------ | ----- |
| Germán    | 10     | 20     | 13     | 14     | 11     | 12     | 4      | 15     | 18*    | 117   |
| Jaime     | 15     | 10     | 16*    | 12     | 14     | 7      | 11     | 9      | 11     | 105   |
| Rocío     |        |        |        | 20*    | 13     | 12     | 25     | 15     | 18*    | 103   |
| Carolina  | 10     | 8      | 16*    | 9      | 8      | 15     | 13     | 11     | 13     | 103   |
| Ana María | 16     | 9      | 5      | 6      | 7      | 12     | 12     | 8      | 3      | 78    |
| Cristina  |        |        |        |        |        |        |        | 16     | 15     | 31    |
| Víctor    |        |        |        |        |        |        |        |        | 17     | 17    |
| Irma      | 3      | 4      | 5      | 20*    | 15     | 4      | 6      | 3      | 13     | 73    |
| Iván      |        |        |        |        |        | 6      | 2      | 7      |        | 15    |
| Lydia     | 4      | 9      | 9      | 6      | 4      | 4      |        |        |        | 36    |
| Alba      |        |        |        |        | 13     |        |        |        |        | 13    |
| Kiko      |        |        |        | 9      | 7      |        |        |        |        | 16    |
| Rasel     | 9      | 2      | 12     |        |        |        |        |        |        | 23    |
| Anabel    | 11     | 16     |        |        |        |        |        |        |        | 27    |

### Invitados
| Invitado                 | Ocupación                                          | Gala                                      | Disciplina                                | Información                 |
| ------------------------ | -------------------------------------------------- | ----------------------------------------- | ----------------------------------------- | --------------------------- |
| Jorge González           | Cantante y concursante de La Voz                   | 1.ª                                       | Canto ("You Can't Stop the Beat")         | Número de apertura          |
| Jorge González           | Cantante y concursante de La Voz                   | 4.ª                                       | Original y copia                          | Acompaña a Kiko Jiménez     |
| Mirela                   | Cantante y concursante de Eurojunior 2004          | 1.ª                                       | Canto ("You Can't Stop the Beat")         | Número de apertura          |
| Mario Jefferson          | Cantante y finalista de OT 2011                    | 1.ª                                       | Canto ("You Can't Stop the Beat")         | Número de apertura          |
| Melody                   | Cantante                                           | 1.ª                                       | Canto ("Sobe son")                        | Acompaña a Ana María Aldón  |
| Nerea Rodríguez          | Cantante y concursante de OT 2017                  | 1.ª                                       | Canto ("Vivo por ella")                   | Acompaña a Jaime Nava       |
| María Patiño             | Periodista y presentadora                          | 1.ª                                       | Drag                                      | Invitada                    |
| Manuel Zamorano          | Peluquero y estilista                              | 1.ª                                       | Baile                                     | Invitado                    |
| Carlos Right             | Cantante y concursante de OT 2018                  | 2.ª                                       | Canto ("Another Day Of Sun")              | Número de apertura          |
| Carlos Right             | Cantante y concursante de OT 2018                  | 5.ª                                       | Original y copia                          | Acompaña a Jaime Nava       |
| Guillermo Martín         | Cantante y concursante de OT 2005                  | 2.ª                                       | Canto ("Another Day Of Sun")              | Número de apertura          |
| Guillermo Martín         | Cantante y concursante de OT 2005                  | 7.ª                                       | Canto ("Medley de Luis Miguel")           | Acompaña a Carolina Ferre   |
| Marta Sango              | Cantante y concursante de OT 2018                  | 2.ª                                       | Canto ("Another Day Of Sun")              | Número de apertura          |
| Marta Sango              | Cantante y concursante de OT 2018                  | 4.ª                                       | Original y copia                          | Acompaña a Makoke Giaever   |
| Natalia                  | Cantante y concursante de OT 2001                  | 2.ª                                       | Canto ("Vas a volverme loca")             | Acompaña a Carolina Ferre   |
| Natalia                  | Cantante y concursante de OT 2001                  | 3.ª                                       | Canto ("Shallow")                         | Acompaña a Jaime Nava       |
| Natalia                  | Cantante y concursante de OT 2001                  | 7.ª                                       | Canto ("All I Want for Christmas Is You") | Número de apertura          |
| Jaime Terrón             | Cantante                                           | 2.ª                                       | Canto ("Cuando me vaya")                  | Acompaña a Anabel Pantoja   |
| Kiko Matamoros           | Colaborador de televisión                          | 2.ª                                       | Drag                                      | Invitado                    |
| Rocío Carrasco           | Hija de Rocío Jurado                               | 2.ª                                       | Baile                                     | Invitadas                   |
| Anabel Dueñas            | Cantante y concursante de OT 2008                  | 2.ª                                       | Baile                                     | Invitadas                   |
| Anabel Dueñas            | Cantante y concursante de OT 2008                  | 7.ª                                       | Canto ("Los Campanilleros")               | Acompaña a Rocío Carrasco   |
| Shaila Dúrcal            | Cantante y actriz                                  | 4.ª                                       | Original y copia ("Me gustas mucho")      | Acompaña a Rocío Carrasco   |
| Shaila Dúrcal            | Cantante y actriz                                  | 7.ª                                       | Canto ("Mis deseos & Feliz Navidad")      | Invitada                    |
| K-Narias                 | Grupo musical                                      | 3.ª                                       | Canto ("No te vistas que no vas")         | Acompañan a Víctor Sandoval |
| Helena Bianco            | Cantante y ganadora de La Voz Senior 1             | 3.ª                                       | Canto ("El puente")                       | Acompaña a Carolina Ferre   |
| Helena Bianco            | Cantante y ganadora de La Voz Senior 1             | 9.ª                                       | Original y copia                          | Acompaña a Víctor Sandoval  |
| Ainhoa Cantalapiedra     | Cantante y ganadora de OT 2002                     | 3.ª                                       | Canto ("Viva la noche")                   | Acompaña a Ana María Aldón  |
| Ainhoa Cantalapiedra     | Cantante y ganadora de OT 2002                     | 9.ª                                       | Canto ("Europe's living a celebration")   | Número de apertura          |
| Las Supremas de Móstoles | Grupo musical                                      | 3.ª                                       | Canto ("Eres un enfermo")                 | Acompañan a Lydia Lozano    |
| Azúcar Moreno            | Grupo musical                                      | 3.ª                                       | Canto ("Bandido")                         | Acompañan a Germán González |
| Shakira Martínez         | Cantante                                           | 3.ª                                       | Canto ("Valió la pena")                   | Acompaña a Rasel Abad       |
| Davinia                  | Cantante                                           | 3.ª                                       | Canto ("Y, sin embargo, te quiero")       | Acompaña a Raquel Bollo     |
| Davinia                  | Cantante                                           | 5.ª                                       | Original y copia                          | Acompaña a Alba Carrillo    |
| Gema López               | Periodista                                         | 3.ª                                       | Baile                                     | Invitadas                   |
| Carmen Alcayde           | Periodista, presentadora y actriz                  | 3.ª                                       | Baile                                     | Invitadas                   |
| Dúo Caday                | Dúo musical                                        | 3.ª                                       | Baile                                     | Invitados                   |
| Gema Castaño             | Cantante                                           | 4.ª                                       | Original y copia                          | Acompaña a Irma Soriano     |
| Bombai                   | Grupo musical                                      | 4.ª                                       | Original y copia                          | Acompañan a Carolina Ferre  |
| Bombai                   | Grupo musical                                      | 7.ª                                       | Canto ("Navidad")                         | Acompañan a Iván González   |
| Ronela Hajati            | Cantante                                           | 4.ª                                       | Original y copia                          | Acompaña a Germán González  |
| Karina                   | Cantante                                           | 4.ª                                       | Original y copia                          | Acompaña a Lydia Lozano     |
| Selena Leo               | Cantante                                           | 4.ª                                       | Original y copia                          | Acompaña a Ana María Aldón  |
| Gisela                   | Cantante y concursante de OT 2001                  | 5.ª                                       | Original y copia                          | Acompaña a Ana María Aldón  |
| Gisela                   | Cantante y concursante de OT 2001                  | 7.ª                                       | Original y copia                          | Acompaña a Ana María Aldón  |
| Gisela                   | Cantante y concursante de OT 2001                  | Canto ("All I Want for Christmas Is You") | Número de apertura                        |                             |
| Zzoilo                   | Cantante                                           | 5.ª                                       | Original y copia                          | Acompaña a Carolina Ferre   |
| La Fiesta                | Grupo musical                                      | 5.ª                                       | Original y copia                          | Acompaña a Germán González  |
| Gerónimo Rauch           | Cantante                                           | 5.ª                                       | Original y copia                          | Acompaña a Irma Soriano     |
| Carlos de la Nuez        | Cantante                                           | 5.ª                                       | Original y copia                          | Acompaña a Lydia Lozano     |
| Micky                    | Cantante                                           | 5.ª                                       | Original y copia                          | Acompaña a Rocío Carrasco   |
| Lorna                    | Cantante                                           | 5.ª                                       | Original y copia                          | Acompaña a Kiko Jiménez     |
| Carlos Baute             | Cantante                                           | 6.ª                                       | Original y copia                          | Acompaña a Lydia Lozano     |
| Rafa Sánchez             | Cantante y vocalista de La Unión                   | 6.ª                                       | Original y copia                          | Acompaña a Irma Soriano     |
| Marilia Andrés           | Cantante y componente de Ella Baila Sola           | 6.ª                                       | Original y copia                          | Acompaña a Germán González  |
| Celia Flores             | Cantante e hija de Marisol                         | 6.ª                                       | Original y copia                          | Acompaña a Rocío Carrasco   |
| Hugo Salazar             | Cantante                                           | 6.ª                                       | Original y copia                          | Acompaña a Ana María Aldón  |
| Ricky Merino             | Cantante, presentador y concursante de OT 2017     | 6.ª                                       | Original y copia                          | Acompaña a Carolina Ferre   |
| Cristina Ramos           | Cantante                                           | 6.ª                                       | Original y copia                          | Acompaña a Jaime Nava       |
| WRS                      | Cantante, compositor y bailarín                    | 6.ª                                       | Original y copia                          | Acompaña a Iván González    |
| Nika                     | Cantante                                           | 7.ª                                       | Canto ("Last Christmas")                  | Acompaña a Germán González  |
| Nika                     | Cantante                                           | 8.ª                                       | Original y copia                          | Acompaña a Rocío Carrasco   |
| Manu Tenorio             | Cantante y concursante de OT 2001                  | 7.ª                                       | Canto ("Alegría, Alegría")                | Acompaña a Ana María Aldón  |
| Maíta Vende Cá           | Cantante                                           | 7.ª                                       | Canto ("El burrito sabanero")             | Acompaña a Irma Soriano     |
| Famous Oberogo           | Cantante y ganador de OT 2018                      | 7.ª                                       | Canto ("Little Drummer Boy")              | Acompaña a Jaime Nava       |
| Kiko Hernández           | Presentador y colaborador de televisión            | 7.ª                                       | Canto ("Mis deseos & Feliz Navidad")      | Invitado                    |
| Paula Espinosa           | Cantante y concursante de La Voz                   | 8.ª                                       | Canto ("Un año más")                      | Número de apertura          |
| All4Gospel Choir         | Coro góspel                                        | 8.ª                                       | Canto ("Un año más")                      | Número de apertura          |
| Tamara                   | Cantante                                           | 8.ª                                       | Original y copia                          | Acompaña a Carolina Ferre   |
| Mercedes Ferrer          | Cantante                                           | 8.ª                                       | Original y copia                          | Acompaña a Germán González  |
| Verónica Romero          | Cantantes y concursantes de OT 2001                | 8.ª                                       | Original y copia                          | Acompañan a Ana María Aldón |
| Geno Machado             | Cantantes y concursantes de OT 2001                | 8.ª                                       | Original y copia                          | Acompañan a Ana María Aldón |
| Rafa Blas                | Cantante de rock y heavy metal y ganador de La Voz | 8.ª                                       | Original y copia                          | Acompaña a Jaime Nava       |
| Adexe y Nau              | Dúo musical                                        | 8.ª                                       | Original y copia                          | Acompañan a Iván González   |
| Vicky Larraz             | Cantante                                           | 8.ª                                       | Original y copia                          | Acompaña a Irma Soriano     |
| Lennis Rodríguez         | Cantante                                           | 8.ª                                       | Original y copia                          | Acompaña a Cristina Porta   |
| Rosa López               | Cantante y ganadora de OT 2001                     | 9.ª                                       | Canto ("Europe's living a celebration")   | Número de apertura          |
| Mario Álvarez            | Cantante y ganador de OT 2009                      | 9.ª                                       | Canto ("Europe's living a celebration")   | Número de apertura          |
| Naím Thomas              | Cantante y concursante de OT 2001                  | 9.ª                                       | Original y copia                          | Acompaña a Ana María Aldón  |
| Adrián Martín            | Cantante                                           | 9.ª                                       | Original y copia                          | Acompaña a Irma Soriano     |
| Samira Efendi            | Cantante                                           | 9.ª                                       | Original y copia                          | Acompaña a Cristina Porta   |
| Vicente Seguí            | Cantante y ganador de OT 2003                      | 9.ª                                       | Original y copia                          | Acompaña a Jaime Nava       |
| Sonia Madoc              | Cantante                                           | 9.ª                                       | Original y copia                          | Acompaña a Carolina Ferre   |
| D'Nash                   | Grupo musical                                      | 9.ª                                       | Original y copia                          | Acompañan a Germán González |

### Audiencias
| Concierto | Fecha                   | Ganador/a        | Disciplina             | Audiencia         |
| --------- | ----------------------- | ---------------- | ---------------------- | ----------------- |
| 1         | 11 de noviembre de 2022 | Ana María Aldón  | Canto                  | 1 010 000 (10,8%) |
| 2         | 18 de noviembre de 2022 | Germán González  | Baile                  | 959 000 (10,1%)   |
| 3         | 25 de noviembre de 2022 | Jaime Nava       | Canto                  | 871 000 (9,2%)    |
| 4         | 2 de diciembre de 2022  | Rocío Carrasco   | Original y copia       | 812 000 (8,6%)    |
| 5         | 9 de diciembre de 2022  | Irma Soriano     | Original y copia       | 877 000 (8,3%)    |
| 6         | 16 de diciembre de 2022 | Carolina Ferre   | Original y copia       | 879 000 (9,2%)    |
| 7         | 23 de diciembre de 2022 | Rocío Carrasco   | Canto                  | 984 000 (10,7%)   |
| 8         | 30 de diciembre de 2022 | Cristina Porta   | Original y copia       | 962 000 (10,1%)   |
| 9         | 6 de enero de 2023      | Germán González  | Original y copia       | 795 000 (7,8%)    |
| 10        | 13 de enero de 2023     | Brequette Cassie | Segundas oportunidades | 840 000 (8,8%)    |

## Palmarés
| Edición                     | Fecha | Ganador/a      | Subcampeón/a   |
| --------------------------- | ----- | -------------- | -------------- |
| [ SM1 ] Sálvame Mediafest 1 | 2022  | Carmen Alcayde | Kiko Hernández |

## Audiencias
| Edición                           | Cadena    | Programas | Espectadores | Cuota de pantalla | Gran final      |
| --------------------------------- | --------- | --------- | ------------ | ----------------- | --------------- |
| Sálvame Mediafest (2022)          | Telecinco | 4         | 1 245 000    | 13,6%             | 988 000 (12,8%) |
| Mediafest Night Fever (2022-2023) | Telecinco | 10        | 898 000      | 9,3%              | 840 000 (8,8%)  |